# Imageboard
Ein Imageboard, umgangssprachlich auch Chan genannt, ist eine Art eines Internetforums, bei der anonym Bilder und Texte ausgetauscht werden können. Das Konzept der Imageboards stammt aus Japan, ist aber seit den frühen 2000er-Jahren weltweit verbreitet. Das weltweit wohl bekannteste Imageboard ist 4chan.

## Geschichte und Verbreitung

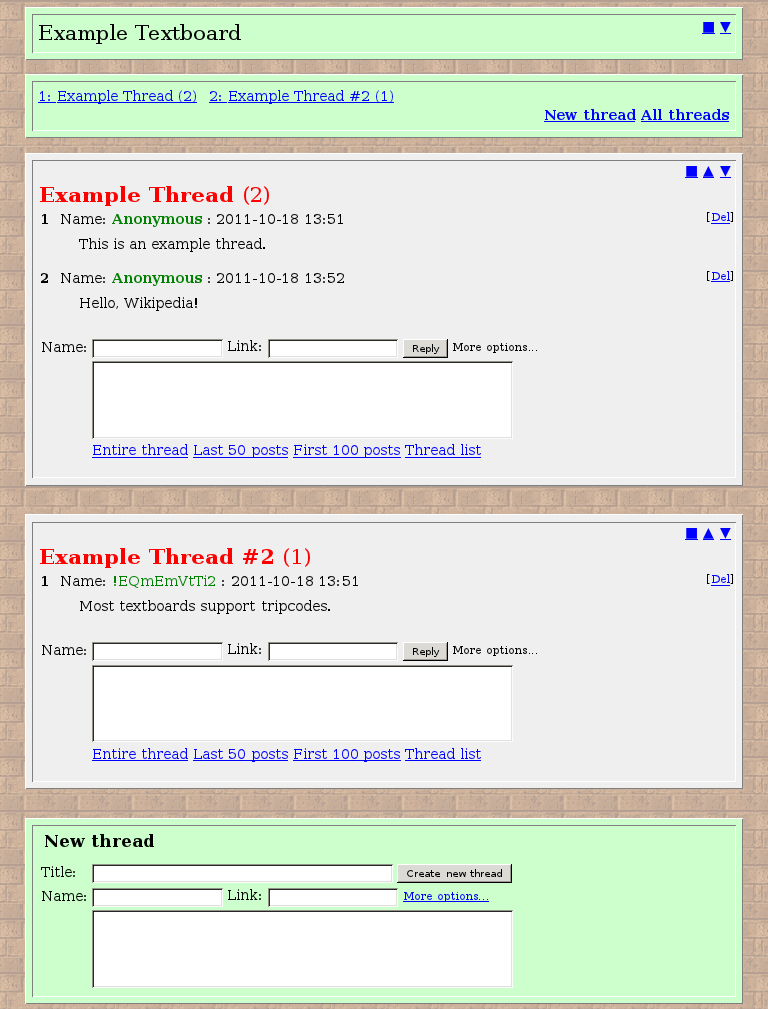
Beispiel-Textboard mit zwei Threads, anonymen Posts und einem Post mit Tripcode.

Imageboards sind eine direkte Weiterentwicklung der Textboards, einfach programmierten Bulletin-Board-Internetforen. Sie entstanden in den späten 1990er-Jahren in Japan und erlaubten erstmals anonyme Postings. Seit 2001 konnten auf dem damaligen Textboard Futaba Channel (2chan) auch Bilder gepostet werden, es gilt damit als eines der ersten Imageboards.
Da die Futaba-Software frei verfügbar war und ist, entstanden in der Folge weitere Imageboards. Dazu gehört auch 4chan, das der damals fünfzehnjährige Christopher Poole im Jahr 2003 einrichtete. 4chan basierte zunächst auf einer von Poole und einem Freund angefertigten englischsprachigen Umsetzung der Futaba-Software, die sie Futallaby nannten.
Imageboads können relativ einfach und günstig eingerichtet und betrieben werden. Viele Imageboards werden deshalb von Privatpersonen betrieben, nur große Chans sind professionell organisiert.

## Elemente und Merkmale
Imageboards unterscheiden sich in einigen Belangen von herkömmlichen im westlichen Kulturkreis üblichen Foren. Der Funktionsumfang der Imageboards variiert, die Grundprinzipien sind aber auf fast allen Chans die gleichen.

### Posts

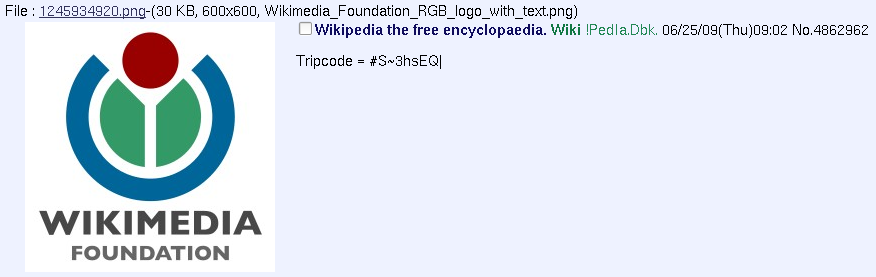
Mit einem Tripcode authentifizierter Post auf einem Imageboard

Posts bestehen typischerweise aus einer Bilddatei und Text, können aber auch nur aus einem der beiden bestehen. Auf manchen Imageboads können statt Bildern auch Videos, eingebettete Elemente oder mehrere Bilder gleichzeitig gepostet werden. Zusätzlich kann ein Beitrag manchmal mit Links, Optionen oder einem Thema versehen werden. Posts werden von der Software der Imageboards aufsteigend durchnummeriert, so kann auf einzelne Beiträge verwiesen werden.
Posts können grundsätzlich ohne Login oder Registrierung erstellt werden. Da es auf Imageboards keine klassischen Accounts gibt, müssen Angaben zur Identität in jedem Post wiederholt werden. Meist werden Posts anonym verfasst, es kann meist aber auch ein Name angegeben werden. Da ein gleicher Name auch von mehreren Personen verwendet werden kann, können Posts mit einem sogenannten Tripcode authentifiziert werden. In manchen Kreisen gilt es aber als schlechter Ton, Tripcodes zu verwenden.

### Threads
Wie bei Bulletin Boards üblich, gibt es auf Imageboards Diskussionsstränge oder Threads, in denen die Beiträge oder Posts angezeigt werden. Ein neuer Post in einem Beitragsstrang bringt ihn auf dem Board ganz nach oben, man spricht auch von bumping. Lange Threads erreichen irgendwann das festgelegte bump limit, können also durch neue Posts nicht mehr nach oben geholt werden. Die Anzahl der Threads ist auf Imageboards typischerweise begrenzt. Sinkt ein Thread zu tief nach unten, weil keine neuen Beiträge verfasst werden oder das bump limit erreicht ist, wird er unwiderruflich mit allen Posts gelöscht.

### Boards

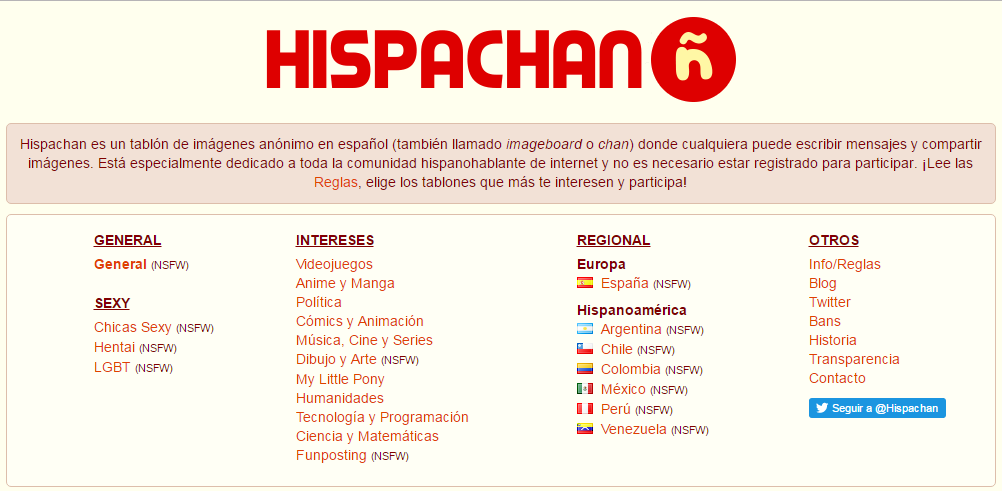
Übersicht der Boards auf dem spanischsprachigen Imageboard Hispachan, 2016.

Eine Imageboard-Webseite umfasst meist mehrere Unterforen, die sogenannten Boards. Ein Board hat häufig ein festes, allgemeines Thema, wie etwa Musik oder Origami. Die Namen der Boards werden oft mit wenigen Buchstaben abgekürzt und analog zu ihrer URL mit Schrägstrichen angegeben, z. B. /int/ für ein internationales, mehrsprachiges Board. Boards können eigene Regeln haben und entwickeln sich zum Teil zu eigenen Gemeinschaften. Viele Chans verfügen über ein Board ohne Thema und Regeln, das in Anlehnung an 4chan oft /b/ genannt wird.

### Software
Heute existieren viele freie Implementierungen für Imageboards, die alle auf die Futaba-Software zurückgehen. Dazu zählen etwa Futallaby (Entwicklung seit 2003, inzwischen eingestellt), Kusaba, Wakaba, und tinyboard (Entwicklung seit 2014 eingestellt) sowie darauf basierende Weiterentwicklungen. 4chan benutzt eine proprietäre Software, die Yotsuba genannt wird.

## Kulturelle Aspekte
Da die Wurzeln der Chans in der Otaku-Subkultur liegen, sind Mangas und Animes immer noch beliebte Diskussionsthemen. Imageboards gelten im Vergleich zu anderen Internetforen als besonders unfreundlich. Provokationen, Trolle, Cybermobbing, Schockbilder, Pornografie, Rassismus, Sexismus und politischer Extremismus gehören auf vielen Chans dazu und werden meist nicht geahndet, sofern sie nicht gegen Gesetze verstoßen. Aufgrund dessen, dass die Server vieler Imageboards in den Vereinigten Staaten betrieben werden und dort der 1. Zusatzartikel die freie Rede schützt, werden oftmals nur Kinderpornografie und, auf Antrag, Urheberrechtsverletzungen gelöscht. Gleichzeitig sind viele Memes auf Imageboards entstanden oder durch sie populär geworden.

## Bekannte Boards

### Futaba Channel
Futaba Channel (jap. ふたば☆ちゃんねる, Futaba Channeru, von futaba für „zwei Blätter“) ist ein bekanntes japanisches Imageboard. Es wurde als Ausweichpunkt von 2channel-Nutzern eingerichtet, als dieses von der Schließung bedroht war. Es diente als Vorlage für viele weitere Imageboards.

### 4chan
4chan (Japanisch: Yotsuba, wörtlich: „vier Blätter“) ist als bekanntestes und größtes englischsprachiges Imageboard dem Futaba Channel nachempfunden.

### 8chan oder 8kun
8kun wurde als 8chan oder Infinitychan gegründet. Auf der Seite konnten Nutzer eigene Boards anlegen, was auf den meisten anderen Imageboards unmöglich ist. Nachdem 2019 bekannt wurde, dass die Terroristen der Anschläge von Christchurch, Poway und El Paso ihre Manifeste auf 8chan veröffentlicht hatten, geriet die Seite in den Fokus der Öffentlichkeit und ging offline. Seit einem Relaunch im November 2019 heißt die Seite 8kun.

### Krautchan
Krautchan war ein deutsches Imageboard, das von 2007 bis 2018 online war. Der Name ist eine Anspielung auf den englischen Begriff Kraut. Das Board wurde vor allem durch den Amoklauf von Winnenden bekannt, als eine angeblich von dort stammende, gefälschte Vorankündigung der Tat in den Medien ungeprüft verbreitet wurde. Außerdem war es der Ursprung der Polandball-Comics. Die anonymen Benutzer der Internetplattform sprachen sich untereinander mit dem Namen „Bernd“ an, sie verwendeten konsequent bewusst falsch eingedeutschte Anglizismen. 2018 ist mit Kohlchan ein Nachfolger entstanden, auf der die krautchan-typischen Verhaltensweisen weiter gepflegt werden. 2019 berichtete die FR über das Board und betrachtete es als Kommunikationsplattform der extremen Rechten. Der Verfassungsschutzbericht des Bundes 2023 erwähnt Kohlchan als eine der relevanten Plattformen zur Verbreitung von rechtsextremem Antisemitismus.

### Soyjak.party
Soyjak.party ist ein Imageboard, welches dem Soyjak-Meme gewidmet ist. Es wurde im September 2020 vom User „Soot“ erstellt.
Der Täter des Antioch Highschool-Amoklaufs benutzte die Seite und erwähnte sie mehrmals in seinem Manifest. Die ADL stuft die Seite als „rechtsextrem und reaktionär“ ein, sie sei „voll mit rassistischem und antisemitischem Humor“.

## Boorus
Ein sogenanntes Booru (von jap. ボール, bōru, wiederum Lehnwort von engl. board) ist eine spezielle Art eines Imageboards, die sich stark von den typischen Chans nach dem Bulletin-Board-System unterscheidet. Boorus sind nichtlinear aufgebaut, die Beiträge (meist Bilder oder Videos) können gemeinschaftlich verschlagwortet und bewertet werden. Als ältestes Imageboard nach dem Booru-System gilt Danbooru.